# Віллі I
«Віллі I» (фр. Willy 1er) — французький трагікомедійний фільм, знятий Зораном Букерма, Людовіком Букерма, Маріель Готьє та Уго П. Томасом. Світова прем'єра стрічки відбулась 16 травня 2016 року на Каннському кінофестивалі. Фільм розповідає про 50-річного Віллі, який вирішує виїхати з дому батьків після смерті свого брата-близнюка.

## У ролях
| Актор          | Роль     |
| -------------- | -------- |
| Даніель Ванне  | Віллі    |
| Ноемі Львовскі | Катрін   |
| Ромен Леже     | Віллі II |
| Ерік Жаке      | Хосе     |

## Визнання
| Нагороди та номінації фільму «Віллі I» | Нагороди та номінації фільму «Віллі I»          | Нагороди та номінації фільму «Віллі I» | Нагороди та номінації фільму «Віллі I» | Нагороди та номінації фільму «Віллі I» | Нагороди та номінації фільму «Віллі I» |
| Рік                                    | Кінопремія / Кінофестиваль                      | Категорія / Нагорода                   | Номінант                               | Результат                              |                                        |
| -------------------------------------- | ----------------------------------------------- | -------------------------------------- | -------------------------------------- | -------------------------------------- | -------------------------------------- |
| 2016                                   | Каннський кінофестиваль                         | Приз «Queer Palm»                      | «Віллі I»                              | Номінація                              |                                        |
| 2016                                   | Київський міжнародний кінофестиваль «Молодість» | Найкращий фільм (Міжнародний конкурс)  | «Віллі I»                              | Номінація                              |                                        |